# را جونگ ییل
را جونگ ییل (به انگلیسی: Ra Jong-yi) (کره‌ای: 라종일 ; متولد ۱۹۴۰) سفیر سابق کره جنوبی است که کتاب‌هایی در زمینه سیاست در مورد کره شمالی تألیف کرده‌است.

## تحصیلات
را جونگ ییل در دانشگاه کمبریج مدرک دکترا گرفت.

## حرفه
وی به عنوان سفیر کره جنوبی در بریتانیا از سال ۲۰۰۱ تا ۲۰۰۳ و به عنوان سفیر این کشور در ژاپن از سال ۲۰۰۴ تا ۲۰۰۷ خدمت کرد. در سال ۲۰۱۳، Ra کتابی در مورد کانگ مین چول منتشر کرد. در سال ۲۰۱۶، مسیر طی شده توسط جانگ سونگ تاک.